# Porto Sant'Elpidio
Porto Sant'Elpidio é uma comuna italiana da região dos Marche, província de Fermo, com cerca de 21.750 habitantes. Estende-se por uma área de 18 km², tendo uma densidade populacional de 1208 hab/km². Faz fronteira com Civitanova Marche (MC), Fermo, Sant'Elpidio a Mare.

## Demografia
| Variação demográfica do município entre 1861 e 2011                               |
|                                                                                   |
| Fonte: Istituto Nazionale di Statistica (ISTAT) - Elaboração gráfica da Wikipedia |